# 190 (getal)
190 is het natuurlijke getal volgend op 189 en voorafgaand aan 191.

## In de wiskunde
Honderdnegentig is:
- een sphenisch getal
- een Harshadgetal
- een driehoeksgetal en zeshoeksgetal.

## Overig
1-9-0 is het alarmnummer in Brazilië.
Honderdnegentig is ook:
- Het jaar A.D. 190.
- Het jaar 190 B.C.